# Gug Tape
Gug Tape – wieś w Iranie, w ostanie Azerbejdżan Zachodni, w szahrestanie Bukan. W 2006 roku liczyła 113 mieszkańców.